# غاريث إيفانز (لاعب كرة قدم مواليد 1967)
غاريث إيفانز (بالإنجليزية: Gareth Evans)‏ هو لاعب كرة قدم بريطاني في مركز الهجوم، ولد في 14 يناير 1967 في كوفنتري في المملكة المتحدة. لعب مع ستوك سيتي وكوفنتري سيتي ونادي أردريونيانز ونادي ألوا أثليتيك ونادي بارتيك ثيسل ونادي روذرهام يونايتد ونادي هيبرنيان ونورثامبتون تاون.

## وصلات خارجية
- غاريث إيفانز (لاعب كرة قدم مواليد 1967) على موقع قاعدة بيانات كرة القدم.إي يو (الإنجليزية)
- غاريث إيفانز (لاعب كرة قدم مواليد 1967) على موقع Soccerbase.com (لاعب) (الإنجليزية)